# 加里·伦纳德
加里·弗朗西斯·伦纳德（英語：Gary Francis Leonard，1967年2月16日—），美国NBA联盟前职业篮球运动员。他在1989年的NBA选秀中第2轮第34顺位被明尼苏达森林狼选中。